# 排楼乡
排楼乡是四川省广安市岳池县的一个乡，位于岳池县西南部，是连接岳池县与武胜县的重要通道，与武胜县鼓匠乡和三溪镇接壤，同时与岳池县龙孔镇、坪滩镇和新场乡相邻。
全乡约有居民4800户，共18000人左右，面积约221平方公里。经济以农业为主，主要产出水稻，小麦，高粱，油菜，玉米和红薯，同时有一定的副业生产，有大量的年轻人外出务工。经济比较落后。
2019年12月，撤销排楼乡，将其所属行政区域划归龙孔镇管辖。

## 行政区划
排楼乡撤销前下辖以下地区：
盘龙社区、花院墙村、云盘村、朝阳寺村、人和村、龙井沟村、石龙河村、雪山寺村、大水河村、汪家岩村、三王庙村、白虎梁村、洪恩寺村和沙帽头村}。